# 真才基
真才基（1960年—），北京市人，中华人民共和国政治人物。

## 生平
1979年至1983年，北京邮电大学电信工程系数字通信专业，大学本科，后赴法国学习光通信和数字通信。1995年5月至1996年12月，任中国邮电电信总局副总工程师。1996年12月至1999年12月，任信息产业部北京邮电设计院院长；1997年起兼任信息产业部科技委委员。1999年12月至2000年5月，曾任信息产业部电信研究院副院长。1999年至2002年，就读于北京大学光华管理学院工商管理EMBA，工商管理研究生；2000年5月至2006年6月，曾任中国移动集团公司副总工程师兼计划部总经理。2003年1月至2005年12月，获得香港理工大学工商管理博士。2006年6月，到大唐电信科技产业集团暨电信科学技术研究院工作，担任电信科学技术研究院院长，大唐电信科技产业集团董事长兼总裁。
2007年6月至2016年7月，任电信科学技术研究院院长、党委书记，同时担任大唐电信科技产业集团董事长、总裁。大唐电信科技产业控股有限公司董事长、总裁。2016年6月，担任中国电信集团公司副总经理。2017年7月14日，涉嫌严重违纪，接受组织审查。